# Baskervilla
Baskervilla Lindl. – rodzaj rośliny z rodziny storczykowatych (Orchidaceae Juss.). Obejmuje 11 gatunków występujących naturalnie w strefie tropikalnej Ameryki Środkowej i Południowej.

## Rozmieszczenie geograficzne
Przedstawiciele rodzaju rosną naturalnie na obszarze Kostaryki, Nikaragui, Panamy, Gujany, Wenezueli, Kolumbii, Ekwadoru, Peru, Boliwii oraz południowej i południowo-wschodniej Brazylii.

## Morfologia
PokrójNaziemne zioło z krótkimi kłączami i rosnącymi poziomo mięsistymi i włochatymi korzeniami.
LiścieMają kształt od jajowatego do lancetowatego, osadzone na ogonku liściowym.
KwiatyKwiatostan jest podłużny, skupiający wiele kwiatów. Przysadki są nagie. Warżka jest mięsista. Znamię ma owalny kształt i jest ułożone poziomo. Rostellum jest widoczne, wyprostowane. Pylniki mają podłużnie jajowaty kształt. Posiada 4 nierówne pyłkowiny o podłużnie jajowatym kształcie. Tarczka nasadowa jest gruba.
OwoceNasiona nie zostały zaobserwowane.

## Biologia i ekologia
Rośliny z rodzaju Baskervilla rosną w lasach mglistych na wysokości od 1000 do 3300 m n.p.m.

## Systematyka
Pozycja systematyczna według Angiosperm Phylogeny Website (aktualizowany system APG III z 2009)
Rodzaj sklasyfikowany do podplemienia Cranichidinae w plemieniu Cranichideae, podrodzina storczykowe (Orchidoideae), rodzina storczykowate (Orchidaceae), rząd szparagowce (Asparagales) w obrębie roślin jednoliściennych. 
Wykaz gatunków
- Baskervilla asplundii (Garay) Szlach. & Kolan.
- Baskervilla assurgens Lindl.
- Baskervilla auriculata Garay
- Baskervilla boliviana T.Hashim.
- Baskervilla colombiana Garay
- Baskervilla leptantha Dressler
- Baskervilla machupicchuensis Nauray & Christenson
- Baskervilla paranaensis (Kraenzl.) Schltr.
- Baskervilla pastasae Garay
- Baskervilla stenopetala Dressler
- Baskervilla venezuelana Garay & Dunst.

## Zastosowanie
Rośliny z tego rodzaju zasadniczo nie są uprawiane.